# 电磁型同位素分离器

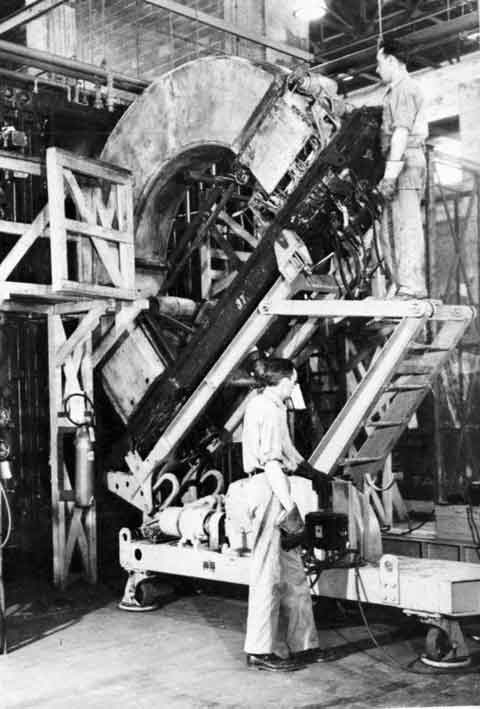
铀-235的提取过程中，与磁铁分离的阿尔法同位素分离罐。

电磁型同位素分离器（英文：Calutron） 是一种同位素质谱仪，其最初的设计和使用是为了分离铀的同位素， 由美国物理学家欧内斯特·劳伦斯在曼哈顿计划期间根据他早前发明的回旋加速器研发而成。该仪器的英文名字“Calutron”来源于加州大学伯克利分校（University of California, Berkeley）以及回旋加速器（Cyclotron），以纪念它的发明地也就是劳伦斯所在的加州大学伯克利分校。
曼哈顿计划期间，电磁型同位素分离器被“克林顿工程师工程”所采用，在美国田纳西州橡树岭的Y-12工厂内被用于大规模铀浓缩。1945年8月6日被美军投放于日本廣島市的“小男孩原子弹”就使用了这些浓缩铀。第二次世界大战后，铀的浓缩不再使用电磁分离法，而是采用一种更为复杂、高效的气态扩散法。 虽然二战结束时，多数曼哈顿计划期间使用过的电磁型同位素分离器被拆毁，但有一些仍得以保存下来，用于生产天然元素的高纯度同位素浓缩样本以及用于军事、科学和医疗。
电磁型同位素分离器是一种扇形质谱仪，可以将样本电离，得到的离子经过电场加速、磁场偏移方向，最终碰撞金属板，并产生强度可衡量的电流。 由于不同同位素的离子， 电荷相同但质量不同，较重的同位素在磁场方向偏移较小，就导致不同质量的粒子束分别打击在金属板的不同位置。同位素的质量可根据磁场强度及同位素电荷计算得出。第二次世界大战期间，这一原则被运用于研发电磁型同位素分离器，以通过铀的不同同位素之间细微的质量差来大量提炼高纯度的铀-235。

## 历史起源

### 早期设想
1938年，德国化学家奥托·哈恩和弗里茨·施特拉斯曼发现核裂变，莉泽·迈特纳和奥托·弗里施提出了核裂变的理论解释。尼尔斯·玻尔将这一消息传播到了美国。  根据他的原子核液滴模型，玻尔从理论角度分析认为，主要导致热中子裂变的是铀-235而不是数量更丰富的铀-238。 1940年4月，为验证玻尔的说法，明尼苏达大学的阿尔弗雷德·尼尔用质谱仪制造出微量的浓缩铀-235。而后，约翰·邓宁、阿里斯蒂德·格罗斯（Aristid von Grosse）以及尤金·布斯（Eugene T. Booth）验证得出玻尔的理论分析是正确的。利奥·西拉德和沃尔特·津恩（Walter Zinn）很快又证实每一次核裂变都释放一个中子。至此，几乎可以肯定核链式反应是可以发生的，原子弹的开发具有理论可行性。因此也有人担心第一个原子弹计划会诞生在德国，尤其是那些从纳粹德国和其它法西斯国家逃难来的科学家们。

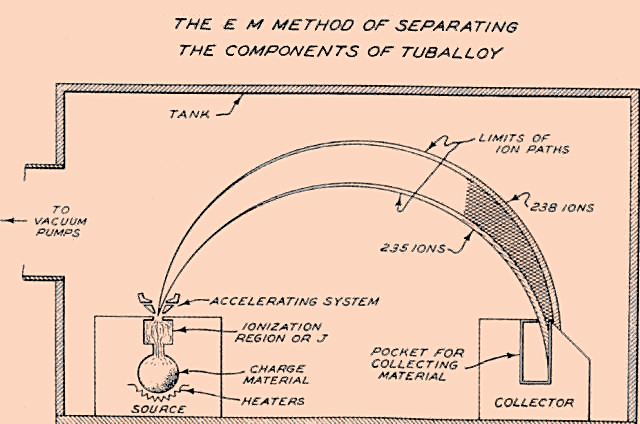
图解 使用电磁型同位素分离器分离铀的同位素

在英国伯明翰大学，澳大利亚物理学家马克·奥利芬特把“原子弹可行性调查”这一任务分配给两个物理学家，分别是奥托·弗里施和魯道夫·佩爾斯。极具讽刺意味的是，这两位物理学家是来自德国的难民，他们由于敌国公民这一身份，被禁止参与雷达这类机密项目。1940年3月的“弗里施-佩爾斯备忘录（Frisch–Peierls memorandum）”指出，铀-235的临界质量在10kg数量级范围内，这个数值意味着当时的轰炸机足以载原子弹。随后，英国穆德委员会一致建议发展原子弹。英国方面还允许美方参与其科研过程，由此，蒂泽德计划（Tizard Mission）的约翰·考克饶夫为美国科学家简要介绍了英国的研发进展。他发现，美国该项目比英国的规模小，且较落后。
失望的奧利芬特飞到美国与那里的科学家沟通这项研究，其中包括加州大学伯克利分校的欧内斯特·劳伦斯。两人不仅在战前就见过，还是朋友。劳伦斯被奧利芬特的研究想法折服，开始了他对铀的研究。天然铀中仅含0.72%铀-235，因此任何铀浓缩过程的分离系数都需要高于1250，才能从天然铀当中提炼出纯度高达90%的铀-235。对此，莫德委员会曾建议气体扩散法，但在1934年，奧利芬特开创性地用了电磁分离，这是阿尔弗雷德·尼尔采用的提炼程序。
电磁分离的原理是带电离子经过磁场偏转，质量较轻的偏转方向较大。莫德委员会和后来美国科学研究与开发办公室的S-1执行委员会对电磁分离不予以考虑，因为尽管质谱仪能够分离同位素，但由于电荷空间阻制导致产率太低。正离子带正电荷，互相排斥使离子束分散。基于工作中使用他自己发明的回旋加速器来准确控制带电粒子束的经验，劳伦斯怀疑真空仓中的空气分子会中和离子电量，从而产生聚焦离子束。奧利芬特激发了劳伦斯将他的37英寸（94 cm）回旋加速器改装成一个巨大的质谱仪，以用来分离同位素。

### 实践操作

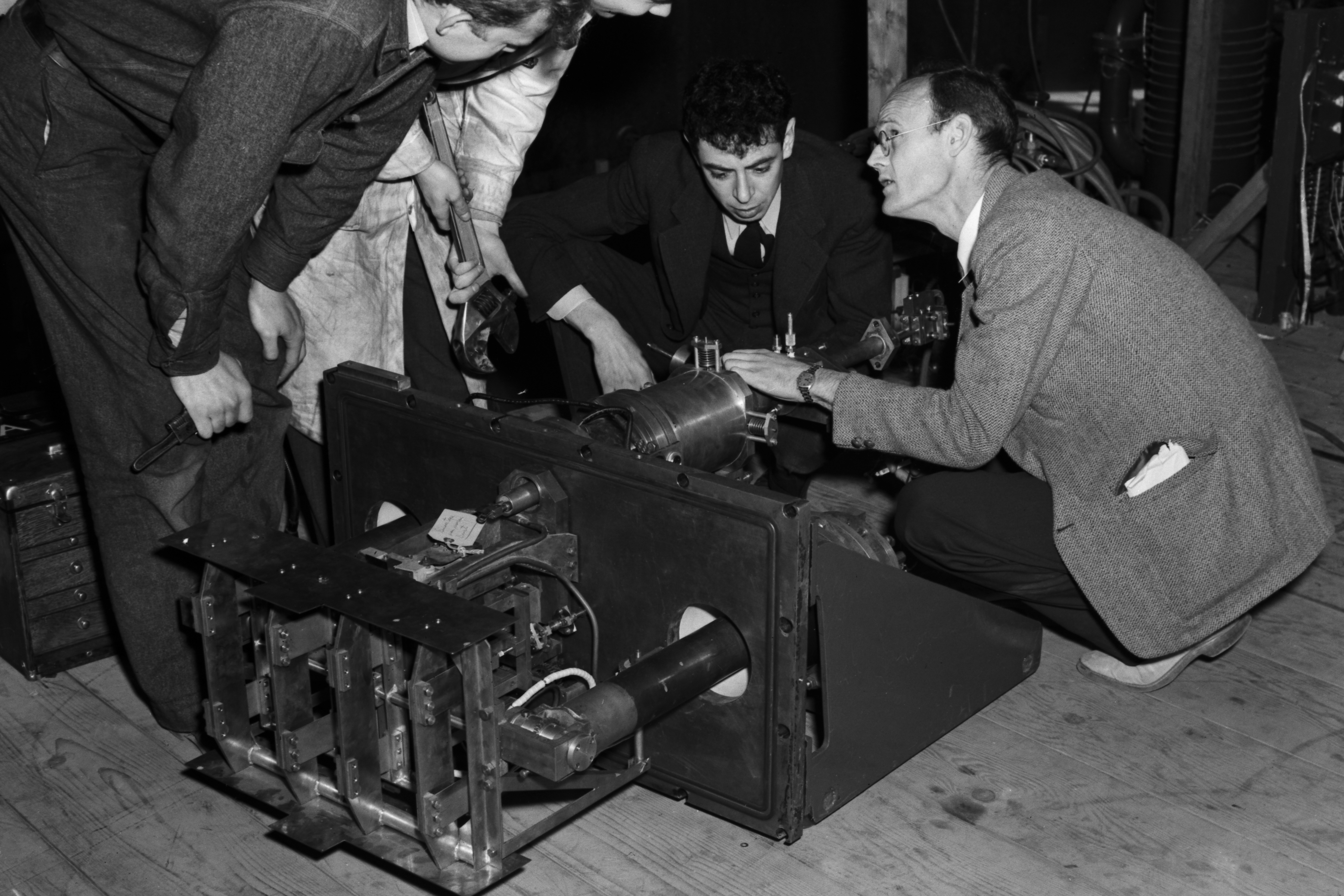
弗兰克·奥本海默 (右二)和 罗伯特·桑顿 (右一)检查改进版阿尔法同位素分离器中的4源发射器。

1941年11月24日，37英寸的回旋加速器在加州大学伯克利分校被拆除。它的磁铁被用于建首个电磁型同位素分离器。“Calutron”这个名字的来源是加州大学伯克利分校和回旋加速器的英文名称。起初，资金由加州大学放射实验室（Radiation Laboratory）提供，其中自然科学进步基金会研究公司（Research Corporation for Science Advancement）提供了5000美金。到了12月，劳伦斯收到了S-1 铀委员会提供的40万美金资助。电磁型同位素分离器由带一条狭缝的盒子状离子源组成，里面安装了热丝。四氯化铀经热丝电离，再通过长2英寸宽0.04英寸（50.8 mm 1.0 mm）的狭缝进入真空仓，接着离子束在磁场中偏转 180°，得到的浓缩铀和贫化铀均进入收集器中。
1941年12月2日，电磁型同位素分离器首次使用，几天后就发生了日本偷袭珍珠港事件，美国被卷进了第二次世界大战。分离器的首次使用得到了强度5微安 （μA）的铀离子束。劳伦斯关于真空仓空气分子影响的预感得以验证。1942年1月14日，经过9小时运作，最终由50μA 的离子束提炼出18 μg纯度25%的铀-235，10倍于阿尔弗雷德·尼尔的产量。到了2月，技术改进，可释放1400μA 离子束。同月，75μg 纯度达30%的浓缩铀样本被海运到英国和芝加哥大学冶金实验室。 
其他研究人员也对电磁同位素分离进行了调查。 在普林斯顿大学，由亨利·德沃尔夫·史迈斯和罗伯特·威尔逊带领的团队研发了一种叫做“Isotron”的同位素分离装置。借助速调管（Klystron），他们能够用高压电而不是磁场来进行同位素分离。研究持续到1943年2月，鉴于电磁型同位素分离器提炼效果更好，团队工作被终止，被派遣做别的研究任务。在康奈尔大学，劳埃德·史密斯（Lloyd P. Smith）带领的团队研发了辐射状磁场分离器，团队成员有威廉·帕金斯（William E. Parkins）和西奥多·福雷斯特（A. Theodore Forrester）。他们很惊讶得到的离子束比预期更准确，并且还得出了真空仓中的空气能稳定离子束的结论，和劳伦斯的结论相似。1942年2月，该团队和劳伦斯在加州大学伯克利分校的团队合并。

## 研究制造
尽管以上实践证明同位素分离可行，但还需大量工作才能做出可投入使用的同位素分离器样机。欧内斯特·劳伦斯聚集了一些物理学家来解决问题，他们分别是戴维·玻姆、愛德華·康登、唐纳德·库克西、西奥多·福雷斯特、歐文·朗繆爾、肯尼斯·罗斯·麦肯齐、弗兰克·奥本海默、罗伯特·奥本海默、罗伯特·帕金斯、伯纳德·彼得斯和约瑟夫·斯莱皮恩。1943年11月，英国参与到曼哈顿计划的团队加入到这些物理学家的研究团队中。英国团队由奧利芬特带领，成员有澳大利亚物理学家、院士哈里·梅西和埃里克·伯霍普，英国物理学家比如琼·柯伦和托马斯·阿利本。

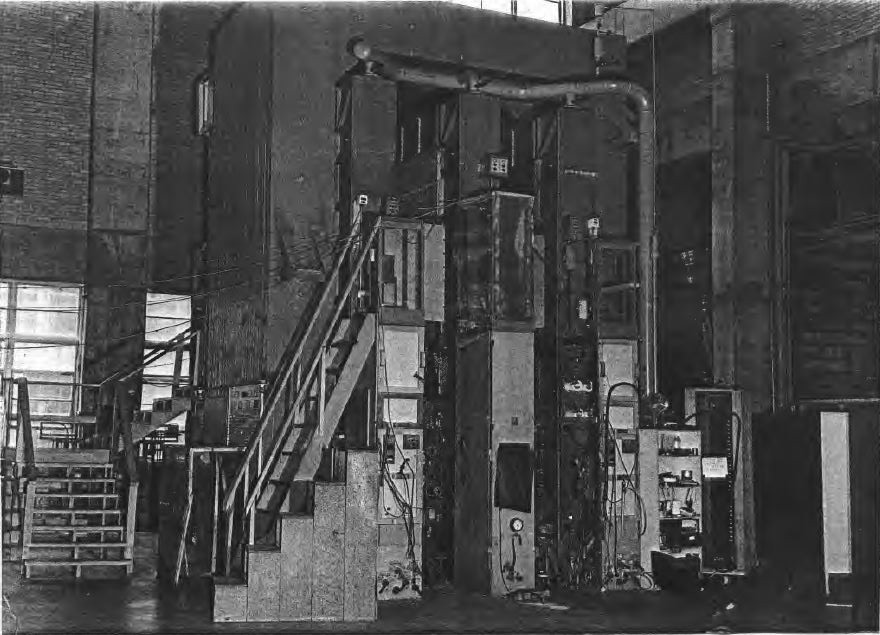
该XAX发展部在橡树岭是用于研究、发展和培训。

在加州大学伯克利分校，劳伦斯有一个大回旋加速器还在修建中，带有一个184英寸（470 cm）高的磁铁。这个装置被改造成了电磁型同位素分离器，并在1942年5月26日第一次开启。和37英寸的类似，整个分离器在俯瞰角度像个巨大的字母C。操作员坐在C开口的那端，控制温度、调整电极位置、甚至还能在运作过程中通过气闸更换组件。新一代更强大的电磁型同位素分离器没有被用来提炼浓缩铀，而是做有多个离子源的实验。这意味着要有更多的收集器，但也能将产量翻倍。
问题是，离子束互相冲撞会产生一系列称为混杂的振荡。于是在1942年9月，能将冲撞最小化的装置被加了进去，得到了相当好的离子束。罗伯特·奥本海默和斯坦·弗兰克尔发明了磁场垫片，调整磁场均匀度。这些垫片是大约一米宽的铁片，固定在真空仓的顶部和底部。垫片的作用是微幅加大磁场强度来帮助聚焦离子束。1943年，垫片的使用研究一直在进行。电磁型同位素分离器的主要专利有： 分离材料的方法和设备（劳伦斯）、磁场垫片（奥本海默和弗兰克尔）、以及电磁型同位素分离器系统（劳伦斯）。
后来，伯霍普和博姆研究了磁场中放电现象的特征，現稱玻姆扩散。他们研究磁控制下等离子体性质的论文在战后针对核聚变的研究中大有用处。其它技术问题较普通，但同样重要，需要克服。尽管离子束强度很低，但运作几个小时后仍可融化集电极。因此，水冷却系统又被设计安装在集电极和真空仓底部。清理流程的开发可以处理冷凝在真空仓里的”黏糊糊的东西“。一个特别的问题是积垢堵塞狭缝，导致离子束无法聚焦或不能穿过狭缝。
这些化学家不得不想办法用二氧化铀生产大量四氯化铀（UCl
4）（尼尔使用的是溴化铀）。最初，他们使用氢来把三氧化铀（UO
3）变成二氧化铀（UO
2），再和四氯化碳（CCl
4）进行反应，生成四氯化铀。查尔斯·克劳斯提出了一个更好的大规模生产办法，其中需要将氧化铀和四氯化碳在高温高压条件下进行反应，得到的产物是五氯化铀（UCl
5）和光气（COCl
2）。尽管不像气体扩散法需要用的六氟化鈾那样不好控制，但四氯化铀易潮解，因此操作必须在用五氧化二磷（P
4O
10）保持干燥的手套箱中进行。光气是一种致命的毒气，使用时化学家必须戴防毒面具。
电磁分离同位素的研究和开发耗资1960万美金，其中1800万（92%）花在了加州大学伯克利分校的放射实验室。进一步工作由布朗大学、约翰·霍普金斯大学和普渡大学以及田纳西伊士曼公司进行。1943年，工作重点从研究转移到开发、工程、培训工人，目的是操控田纳西州橡树岭克林顿工程师工程的生产设备。到1944年中，放射实验室有将近1200名工作人员。
| 基地   | 成本(1946年美金) | 成本(2024 美金) | 占总数的百分比（%） |
| ------ | ---------------- | --------------- | ------------------- |
| 建设   | 3.04亿美金       | 37.3亿美金      | 53%                 |
| 运作   | 2.4亿美金        | 29.5亿美金      | 41.9%               |
| 研究   | 1964万美金       | 2.41亿美金      | 3.4%                |
| 设计   | 663万美金        | 8141万美金      | 1.2%                |
| 银计划 | 248万美金        | 3049万美金      | 0.4%                |
| 总数   | 5.73亿美金       | 70.3亿美金      |                     |

## 註解
1. 1 2 3 4 5  . www2.lbl.gov.   [2019-07-21]. （原始内容存档于2019-03-26）.
2. 1 2 3 4  Yergey, Alfred L.; Yergey, A. Karl. . Journal of the American Society for Mass Spectrometry. 1997-09-01, 8 (9): 943–953  [2019-07-21]. ISSN 1044-0305. doi:10.1016/S1044-0305(97)00123-2. （原始内容存档于2020-02-18）.
3. 1 2 3 4  . Atomic Heritage Foundation.   [2019-07-21]. （原始内容存档于2019-07-21） （英语）.
4. ↑  Hewlett & Anderson 1962，第10–12頁.
5. ↑  Stuewer 1985，第211–214頁.
6. ↑  Rhodes 1986，第322–325頁.
7. ↑  Phelps 2010，第281–283頁.
8. 1 2  Hewlett & Anderson 1962，第43–44頁.
9. ↑  Albright & Hibbs 1991，第18頁.
10. 1 2  Hewlett & Anderson 1962，第56–58頁.
11. ↑  Parkins 2005，第45–46頁.
12. ↑  Smith, Lloyd P.; Parkins, W. E.; Forrester, A. T. . Physical Review. December 1947, 72 (11): 989–1002. Bibcode:1947PhRv...72..989S. doi:10.1103/PhysRev.72.989.
13. ↑  Gowing 1964，第256–260頁.
14. ↑  Jones 1985，第124頁.
15. ↑  Parkins 2005，第48頁.
16. ↑  Hewlett & Anderson 1962，第92–93頁.
17. ↑  US 2847576,「Calutron system」
18. ↑  . LBL Newsmagazine. Lawrence Berkeley Lab. 1981  [3 September 2007]. （原始内容存档于8 February 2015）.
19. ↑  Larson 2003，第102頁.
20. ↑  Jones 1985，第123頁.
21. ↑  Manhattan District 1947a，第3.5頁.